# Oranje Szabadállam
Az Oranje Szabadállam egy független búr köztársaság volt Dél-Afrikában a 19. század második felében, majd brit gyarmat, és tartomány a Dél-afrikai Unióban. 
Az ország a nevét az Orange folyóról kapta, amelynek mentén feküdt. Az Orange név az Orániai-házra utal. A név ugyanakkor a narancssárga szót is jelenti, amely magának az uralkodócsaládnak is szerepel a címerében, amelyet Oranje Szabadállam lobogója szintén átvett.
Oranje utóbb magába olvasztotta a Winburgi Köztársaság nevű búr miniállamot, addig a többi köztársaságok, mint Klein Vrystaat, Lydenburg, Potchefstroom, Nieuwe Republiek és Utrecht Transvaallal egyesültek. Natalt és más kisebb köztársaságokat a britek elfoglalták.
Az ország megalapítását máig beárnyékolja, hogy a búrok szabályos irtóhadjáratokat szerveztek a fekete őslakosság ellen a területek megszerzésére: felégették a közösségeiket és sokukat internáló-táborokba gyűjtötték. A második búr háború után az állam területén a Dél-afrikai Unió Free State tartománya jött létre. A búr felkelés (1914-1915) idején (amikor már a búrok kerültek koncentrációs táborokba az angolok által) a lázadók a búr függetlenség visszaállítását kívánták elérni, de nem két külön köztársaságban, hanem Oranje és Transvaal egységével próbálták megalakítani Dél-afrikai Köztársaság néven.

## Fordítás
- Ez a szócikk részben vagy egészben  az   Orange Free State című angol Wikipédia-szócikk fordításán alapul.  Az eredeti cikk szerkesztőit annak laptörténete sorolja fel. Ez a jelzés csupán a megfogalmazás eredetét és a szerzői jogokat jelzi, nem szolgál a cikkben szereplő információk forrásmegjelöléseként.